# Giovanni Romei

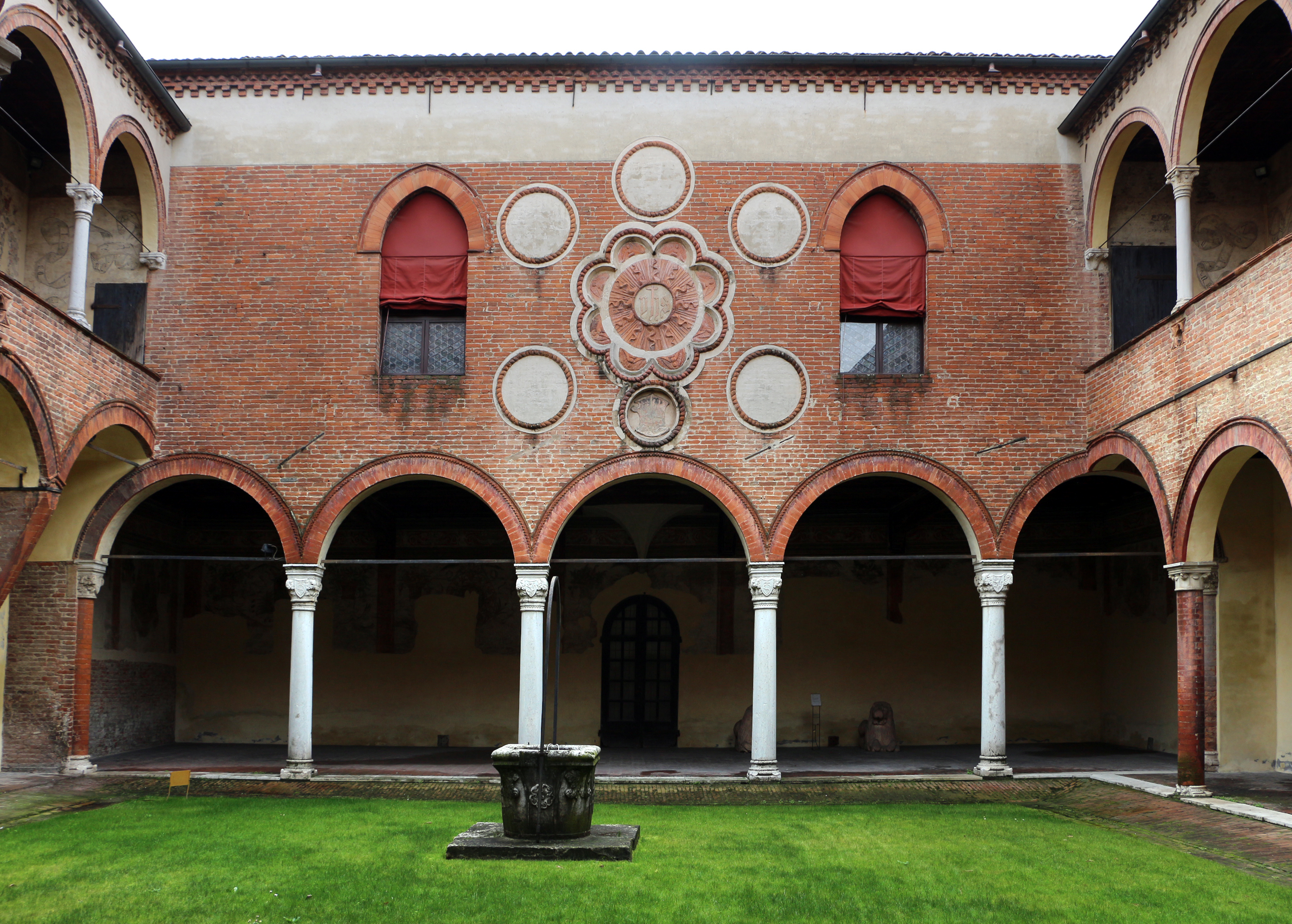
Ferrara, Casa Romei

Giovanni Romei (Ferrara, 1402 – Ferrara, 9 ottobre 1483) è stato un nobile e mercante italiano.

## Biografia
Era figlio di Piero, commerciante di panni in lana e Giovanni seguì le sue orme in diverse attività commerciali, lucrando anche sui dazi e speculando sui prezzi del grano durante le carestie che impoverirono Ferrara. I guadagni vennero investiti in numerosi immobili in città e in terreni in periferia. 
Nel 1458 ottenne da papa Pio II l'ambito titolo di conte di Bergantino e Bariano. La sua ascesa negli alti ranghi sociali avvenne quando si imparentò con la Casa d'Este, sposando Polissena, che portò una ricca dote. Il matrimonio permise a Giovanni di ottenere importanti incarichi di corte. Edificò a Ferrara un imponente palazzo, Casa Romei, che alla sua morte venne lasciato per testamento in eredità alle monache dell'attiguo monastero del Corpus Domini. Aumentò il proprio prestigio sotto il ducato di Ercole I d'Este: portò a battesimo nel 1474 la sua primogenita, Isabella, futura marchesa di Mantova. Nel 1476 ottenne la carica di consigliere segreto ducale.
Morì a Ferrara nel 1483 e volle essere sepolto nella Chiesa di Santo Spirito.

## Discendenza
Giovanni sposò in prime nozze Lavinia Baroni, dalla quale ebbe due figlie:
- Caterina
- Veneranda

Sposò in seconde nozze nel 1468 Polissena d'Este, figlia di Meliaduse d'Este, senza discendenza.
Ebbe anche numerosi figli naturali quindi legittimati, tra i quali:
- Borso
- Lucrezia
- Pietro
- Francesco